# Renato Sandoval
Jorge Renato Sandoval Bacigalupo, (Lima, 1957) - Poeta, traductor, ensayista y catedrático peruano. 

## Estudios realizados
Estudió Lingüística y Literatura Hispánica en la Pontificia Universidad Católica del Perú y completó estudios doctorales en Filología Románica en la Universidad de Helsinki de Finlandia. 

## Publicaciones

### Poesía
Ha publicado, en poesía: Singladuras, Pértigas, Luces de talud, Nostos, El revés y la fuga y Suzuki Blues, los tres últimos recogidos en Trípode (2010). Poemas suyos han sido traducidos al francés, alemán, italiano, danés y finlandés. 

### Ensayo
- El centinela de fuego: Agonía y muerte en Eguren, Lima, Instituto Peruano de Literatura, Artes y Ciencias, 1988[1]
- Ptyx: Eielson en el caracol, Lima, Centro Cultural de España, 2008

### Traducción literaria
En el campo de la traducción, son conocidas, entre otras, sus versiones de Cesare Pavese, Quasimodo, Antonio Tabucchi, Arnaut Daniel, Tieck, Rainer María Rilke, Franz Kafka, Edith Södergran, Ågren, Haavikko, Saarikoski, Dinesen, Boberg, Drummond de Andrade, Lêdo Ivo, Paulo Leminski, Sylvia Plath, así como un par de piezas de teatro escritas en francés por César Vallejo y una antología de cuentos de Quebec (Canadá) bajo el título La mano de dios.

## Obra publicada en antologías
- Traducciones en: Ricardo Silva Santisteban (antologador): Antología general de la traducción en el Perú, volumen VII. Lima, Universidad Ricardo Palma - Editorial Universitaria, 2016. ISBN 978-612-4234-63-7.
- Poesía en Un otoño azul. Arequipa, Cuervo Editores - Alianza Francesa de Arequipa, 2018. Compilación de Gloria Mendoza Borda. ISBN 978-612-4683190.[2][3]

## Premios
- 1988. Primer premio de “El cuento de las mil palabras”, del semanario Caretas.
- 2014. Premio de Honor Naji Naaman’s Literary Prizes otorgado por la Naji Naaman’s Foundation for Gratis Culture, de Líbano, por su trayectoria completa. Honor prizes (for complete work).[4]

## Trabajo editorial
Dirigió la editorial Nido de Cuervos y las revistas Evohé y Fórnix. Es coordinador del Fondo Editorial del Ministerio de Cultura del Perú.

## Difusión cultural
Es director del Festival Internacional de Poesía de Lima (FIPLIMA).

## Docencia
En la Pontificia Universidad Católica del Perú dicta, alternadamente, Literatura Alemana, Literatura Nórdica y Literatura Francesa Medieval. También enseña en la Facultad de Humanidades y Lenguas Modernas de la Universidad Ricardo Palma. 